# Дом дервиша
Дом дервиша (англ. The Dervish House) — роман ирландского писателя-фантаста Иена Макдональда. Действие книги разворачивается в 2027 году в Стамбуле. Лауреат премий «BSFA» и Джона В. Кэмпбелла, номинант на премии «Хьюго», «Локус» и Артура Кларка в номинации лучший роман в 2011 году.